# 4338 Velez
4338 Velez è un asteroide della fascia principale. Scoperto nel 1985, presenta un'orbita caratterizzata da un semiasse maggiore pari a 2,2508121 UA e da un'eccentricità di 0,1791294, inclinata di 5,83858° rispetto all'eclittica.